# Il linguaggio della notte
Il linguaggio della notte (The Language of the Night: Essays on Fantasy and Science Fiction) è una raccolta di saggi della scrittrice statunitense Ursula K. Le Guin curati da Susan Wood. Fu pubblicata per la prima volta negli Stati Uniti da Putnam nel 1979 ed è stata tradotta in italiano da Anna Sacchi per Editori Riuniti nel 1986.

## Struttura
Il volume raccoglie ventiquattro saggi originariamente scritti per riviste, come introduzioni di libri o discorsi di accettazione di premi e prendono in esame vari aspetti dei generi fantascienza e fantasy, nonché il processo di scrittura di Le Guin.
Tra i temi affrontati ci sono l'atteggiamento del pubblico americano nei confronti della narrativa fantasy, i punti di forza e di debolezza della fantascienza e le qualità della letteratura per bambini. Le Guin discute anche il background delle sue opere principali come Il mago di Earthsea e La mano sinistra delle tenebre.
Il titolo della raccolta deriva da una citazione di Le Guin a proposito della letteratura fantasy: "Ci piace pensare di vivere alla luce del giorno, ma metà del mondo è sempre buio; e la fantasia, come la poesia, parla la lingua della notte".

## Contenuto
- Introduzione di Susan Wood

I.	Le Guin presenta Le Guin
- Introduzione di Susan Wood
- Un’abitante di Mondath (A citizen of Mondath, pubblicato in Foundation n° 4 nel 1973)

II.	Fantasy e fantascienza
- Introduzione di Susan Wood
- Perché gli americani hanno paura dei draghi? (Why are americans afraid of dragons?, pubblicato in PNLA Quarterly n° 38 nel 1974)
- I sogni devono spiegarsi da soli (Dreams must explain themselves, pubblicato in Algol n° 21 nel 1973)
- Discorso di accettazione del National Book Award (Conferitole nel 1973 per il libro La spiaggia più lontana)
- Il fanciullo e l’ombra (The child and the shadow, pubblicato in Quarterly Journal of the Library of Congress n° 32 nel 1975)
- Mito e archetipo nella fantascienza (Myth and archetype in Science Fiction, pubblicato in Parabola vol. I n° 4 nel 1976)
- Da Elflandia a Poughkeepsie (From Elfland to Poughkeepsie, pubblicato da Pendragon Press nel 1973)
- La fantascienza americana e l’Altro (American SF and The Other, pubblicato in Science Fiction Studies n° 7 nel 1975)
- La fantascienza e la signora Brown (Science Fiction and Mrs. Brown, pubblicato in  Science Fiction at Large nel 1976)
- Cosmologia fatta in casa (Do-It-Yourself Cosmology, pubblicato in Parabola vol. II n° 3 nel 1976)

III. Il libro è la realtà
- Introduzione di Susan Wood
- Introduzione a «Il mondo di Rocannon» (Introduzione all'edizione del 1977)
- Introduzione a «Il pianeta dell’esilio» (Introduzione all'edizione del 1978)
- Introduzione a «Città delle illusioni» (Introduzione all'edizione del 1978)
- Introduzione a «Il mondo della foresta» (Introduzione all'edizione inglese del 1977)
- Introduzione a «La mano sinistra delle tenebre» (Introduzione all'edizione in brossura del 1976)
- La necessità del genere (Is Gender Necessary, pubblicato in Aurora: Beyond Equality, Fawcett, 1976)
- L’occhio scrutatore (The Staring Eye, pubblicato in Victor n° 66-67 nel 1974)
- Un uomo modesto (The Modest One pubblicato con il titolo Science Fiction as Propecy: Philip K. Dick in The New Republic n° 175 nel 1976)
- Introduzione a «Racconti di un vecchio primate» (Raccolta di racconti di James Tiptree Jr.)

IV. Dire la verità
- Introduzione di Susan Wood
- Introduzione a «The Altered I» (Estratto)
- Parlando della scrittura (Talking About Writing)
- Vie di scampo (Escape Routes, pubblicato in Galaxy Magazine vol. 35 n° 12 nel 1974)

V. Forzare i confini
- Introduzione di Susan Wood
- Stalin dentro l’anima (The Stalin in the Soul, pubblicato in The Future Now nel 1973)
- L’ascia di pietra e i buoi muschiati (The Stone Ax and the Moskoxen, pubblicato in SurCon Convention Journal n° 1 nel 1976)

## Edizioni
- Il linguaggio della notte: Saggi di Fantasy e Fantascienza, traduzione di Anna Sacchi, Editori riuniti, 1986, p. 223, ISBN 88-359-2975-X.